# Fort Collins Municipal Railway

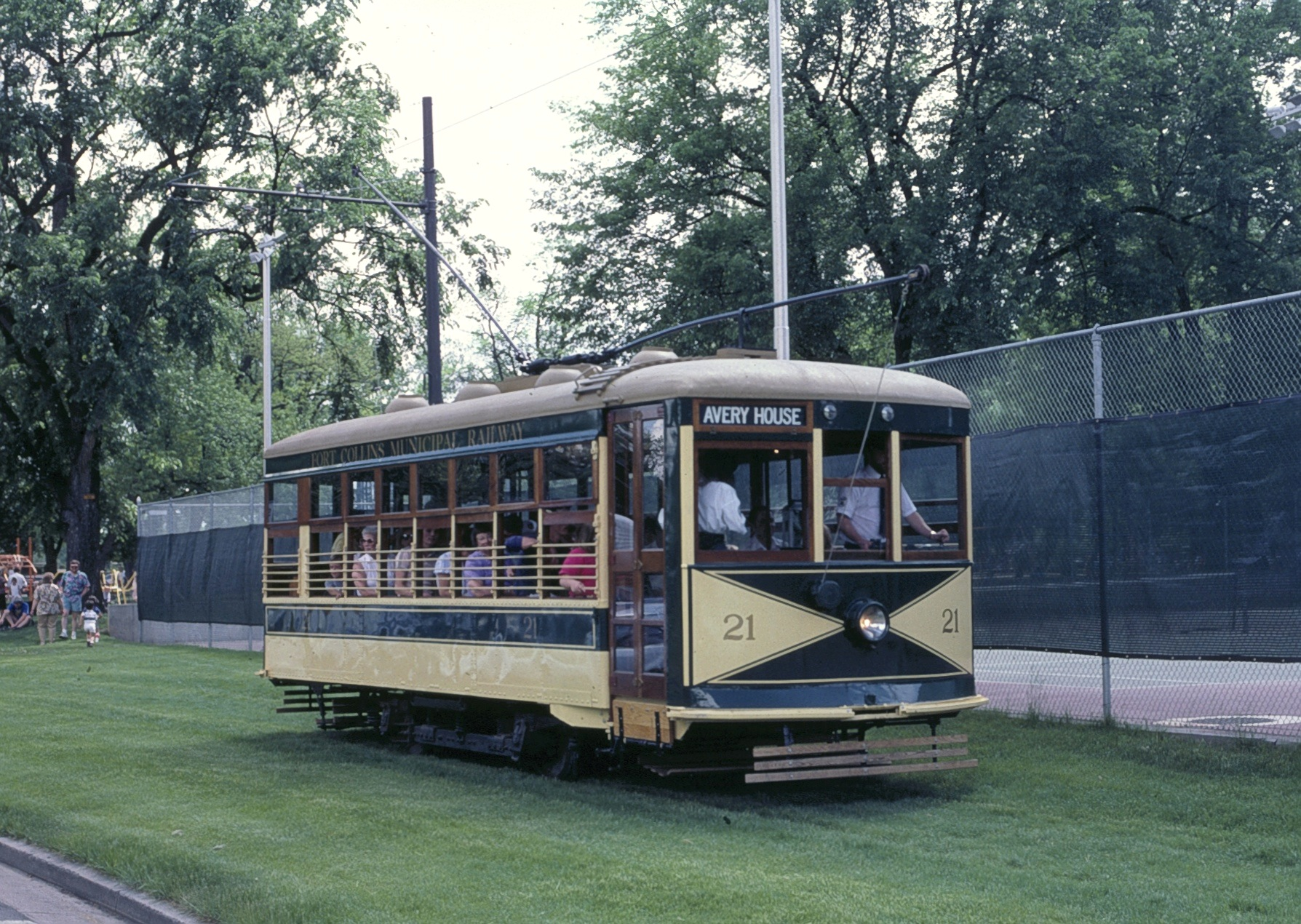
Spårvagn nr 21 på väg från City Park

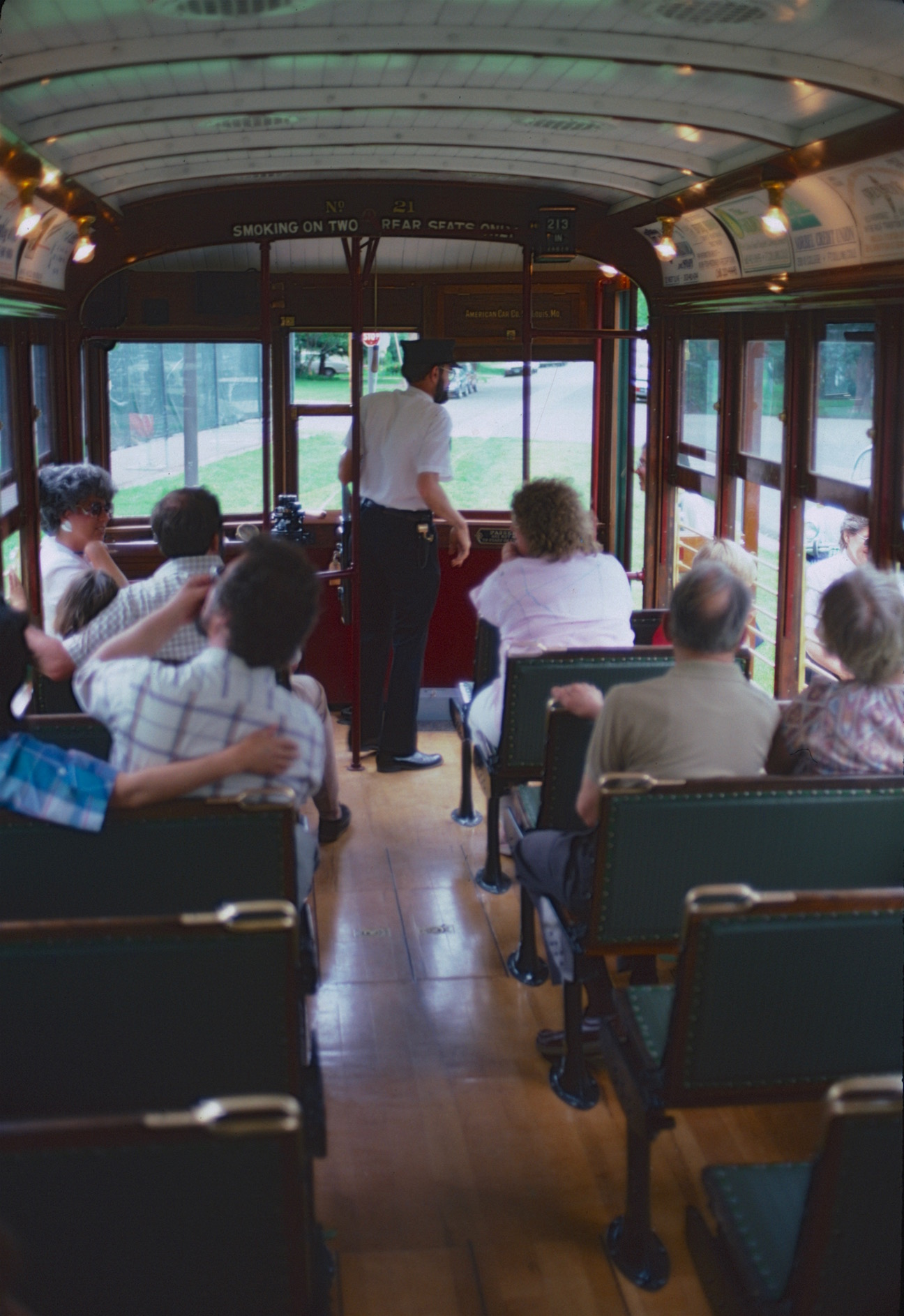
Spårvagn nr 21, interiör

Fort Collins Municipal Railway är en amerikansk museispårväg i Fort Collins, Colorado. Den använder en sträcka av det stadsspårvägsnät som den tidigare Fort Collins Municipal Railway drev mellan 1919 och 1951. 
Den ideella föreningen Fort Collins Municipal Railway Society driver sedan den 2,4 kilometer långa museispårvägen med spårvagnen Fort Collins Municipal Railway nr 21, en k-märkt spårvagn från 1919 av Birney-typ.

## Den tidigare stadsspårvägen
Fort Collins fick sitt elektriska spårvägsnät i drift 1907, ägt av Denver and Interurban Railroad, som var ett dotterbolag till Colorado & Southern Railway. Företaget drev tre linjer och hade fyra tvåriktningsvagnar, tillverkade av Woeber Brothers Carriage Company i Denver, med förare och konduktör.
Spårvägsbolaget fick tidigt lönsamhetsproblem. Ägarföretaget avbröt driften i Fort Collins 1918. Fort Collins stad bildade därefter, efter en folkomröstning, Fort Collins Municipal Railway och köpte anläggningen, förutom det rullande materialet. Bolaget köpte in fyra Birney-spårvagnar av American Car Company och återupptog driften 1919. En femte spårvagn av samma typ inköptes 1920 av Cincinnati Car Company och 1924 köptes två begagnade Birney-spårvagnar, tillverkade av American Car Company, från 
Cheyenne Electric Railway Company i Cheyenne, Wyoming. 
Spårvägen bestod av tre linjer, som drevs i 20-minuterstrafik. Under de år det kommunala trafikföretaget bedrev trafik, 1919–1951, hade det en fordonsflotta på fem–sju Birney-spårvagnar. 
Fort Collins var den sista staden i USA som trafikerades med denna typ av spårvagnar. Fort Collins var också den sista staden i Colorado med spårväg, men efter flera olönsamma år lades driften ned 1951. Pueblo lade ned sin spårväg 1948 och Denvers spårväg sin 1950.

## Museispårväg
År 1977 föreslog Fort Collins Junior Women's Club att Fort Collins Municipal Railway spårvagn nr 21, byggd 1919 av American Car Company, skulle putsas upp efter åratal av förfall i det fria utanför Fort Collins Museum. Detta ledde till ambitiösa planer att rusta upp spårvagnen till körklart skick samt att restaurera en bit av spårvägen till en museispårväg. Med detta i sikte bildades 1980 den ideella föreningen Fort Collins Municipal Railway Society. En ny spårvagnshall uppfördes 1982–1983 och föreningens spårvagn flyttades dit 1983. Frivilliga i föreningen påbörjade upprustningen och staden tillät föreningen att restaurera en 2,4 kilometer lång spårsträcka längs West Mountain Avenue och Roosevelt Avenue samt bedriva spårvagnstrafik där. 
Restaureringen av spåret och Birney-spårvagnen från 1919 blev klar 1984, med premiärkörning den 29 december.